# Уильямс, Джонатан
Джонатан Петер Уильямс (англ. Jonathan Peter "Jonny" Williams; 9 октября 1993, Пэмбари, Англия) — валлийский футболист, полузащитник клуба «Суиндон Таун» и сборной Уэльса. Участник чемпионата Европы 2016 и 2020 годов.
Отец Уильямса родился в Уэльсе, поэтому Джонни принял решение выступать за сборную этой страны.

## Клубная карьера
Уильямс — воспитанник клуба английского «Кристал Пэлас». 16 августа 2011 года в матче против «Ковентри Сити» он дебютировал в Чемпионшипе. 13 сентября в поединке Кубка лиги против «Уиган Атлетик» Джонни забил свой первый гол за «орлов». В сезоне 2012/2013 Уильямс помог команде выйти в элиту. 18 августа 2013 года в матче против «Тоттенхэм Хотспур» он дебютировал в Премьер-лиге.
В начале 2014 года Уильямс для получения игровой практики на правах аренды перешёл в «Ипсвич Таун». 8 марта в матче против «Мидлсбро» он дебютировал за новую команду. 25 марта в поединке против «Дерби Каунти» Джонни забил свой первый гол за «Ипсвич Таун». В последующем Уильямс ещё дважды на правах аренды выступал за «Ипсвич».
Летом 2015 года Джонни на правах аренды присоединился к «Ноттингем Форест». 19 сентября в матче против «Мидлсбро» он дебютировал за «лесников».

## Международная карьера
14 августа 2013 года в товарищеском матче против сборной Ирландии Уильямс дебютировал за сборную Уэльса.
Летом 2016 года Джонатан в составе сборной принял участие в чемпионате Европы во Франции. На турнире он сыграл в матче против сборной Словакии, Англии, Северной Ирландии и Португалии.